# Conclave dell'ottobre 1978
Il conclave dell'ottobre 1978 venne convocato a seguito della morte improvvisa, dopo soli 33 giorni di pontificato, di papa Giovanni Paolo I, avvenuta il 28 settembre dello stesso anno. Si svolse nella Cappella Sistina dal 14 al 16 ottobre e, dopo otto scrutini, venne eletto papa il cardinale polacco Karol Wojtyła, arcivescovo di Cracovia, che assunse il nome di Giovanni Paolo II. L'elezione venne annunciata dal cardinale protodiacono Pericle Felici.

## Situazione generale
I giorni precedenti l'inizio del conclave furono fitti di incontri informali fra i porporati, disorientati dall'improvvisa scomparsa di Giovanni Paolo I. Come nella preparazione al conclave precedente, anche questa volta diversi cardinali conservatori manifestarono una sorta di malcontento verso alcuni atteggiamenti di Paolo VI, da loro percepito come indeciso e insicuro, sollecitando la necessità di sostituire la figura titubante del defunto pontefice con un pastore più vigoroso e risoluto, che operasse interventi decisi per risolvere i problemi della Chiesa, come la crisi delle vocazioni e le disobbedienze nate a seguito del Concilio Vaticano II.
Il "blocco" costituito dai cardinali di curia e da molti porporati europei, che puntavano a una restaurazione dottrinale per far rientrare le derive più progressiste del Concilio, veniva indicato come favorevole all'elezione del cardinale Giuseppe Siri. Tra gli altri nomi che circolarono, frutto di candidature spontanee non organizzate da gruppi, si segnalò quello del cardinale Sebastiano Baggio.
Da segnalare la convinzione del cardinale Joseph Ratzinger, arcivescovo di Monaco di Baviera, che, in un'intervista pubblicata sul Frankfurter Allgemeine Zeitung dell'8 ottobre 1978, affermò che il conclave si sarebbe trovato a dover fronteggiare «pressioni delle forze di sinistra», le quali avrebbero spinto verso l'elezione di un papa favorevole al cosiddetto compromesso storico fra Democrazia Cristiana e Partito Comunista Italiano. La posizione del cardinale tedesco sembrava potersi collegare all'ala che sosteneva la necessità di una restaurazione all'interno della Chiesa; secondo il vaticanista Giancarlo Zizola, tuttavia, Ratzinger avrebbe espresso la sua preferenza per l'arcivescovo di Firenze, Giovanni Benelli.
Nel campo progressista si registrava maggior divisione. Era infatti sfumata la candidatura di Sergio Pignedoli, che nel conclave di agosto aveva riscosso il maggior numero di voti dopo Luciani e Siri. Gli incontri fra i porporati dell'area progressista videro emergere inizialmente i nomi di Giovanni Colombo, arcivescovo di Milano, Corrado Ursi, arcivescovo di Napoli, e Ugo Poletti, vicario per la diocesi di Roma. Di fronte all'apparente consolidamento della candidatura di Giuseppe Siri, il fronte progressista si riunì la sera del 12 ottobre presso il seminario francese di Roma: fra gli altri erano presenti Paulo Evaristo Arns, Aloísio Lorscheider, Louis-Jean-Frédéric Guyot, François Marty, Léon-Joseph Suenens, Hyacinthe Thiandoum, Giovanni Colombo e Salvatore Pappalardo. Il gruppo cercò di non disperdere i propri voti e fece convergere l'interesse sulla figura di Benelli, che per indirizzo pastorale risultava il porporato più in linea con il pontificato montiniano.
Il cardinale Thiandoum indicò Benelli come candidato più "forte" tra gli elettori provenienti dall'Europa dell'est (insieme a František Tomášek, arcivescovo di Praga) e dal terzo mondo, ma preconizzò che, qualora non vi fosse stata subito una forte convergenza sul suo nome, la candidatura sarebbe stata affossata in favore di Pappalardo o dell'arciprete di San Giovanni in Laterano, Ugo Poletti. Qualora poi nessun italiano avesse convinto l'elettorato, si sarebbe aperta la strada all'elezione di un papa straniero: a tal proposito escluse l'arcivescovo di Westminster Basil Hume per la sua scarsa familiarità con la lingua italiana, mentre annoverò come eleggibile l'arcivescovo di Cracovia Karol Wojtyła. Le possibilità che il cardinale polacco accedesse al soglio pontificio erano già state intuite dal segretario di Stato Jean Villot che, cinque mesi prima, a margine dei festeggiamenti per il suo 58º compleanno, lo definì «l'unico che possa raggiungere i due terzi in conclave». Nondimeno, il nome di Wojtyła risultava gradito all'Opus Dei, che sarebbe poi stata elevata, sotto il suo pontificato, a prelatura personale.
La maggioranza del collegio cardinalizio, tuttavia, conosceva Wojtyła soltanto in maniera superficiale: Siri e Pignedoli dissero di non averlo mai sentito menzionare se non due giorni prima dell'apertura del conclave, mentre il cardinale Mario Casariego y Acevedo, interpellato in proposito, ne storpiò il nome in "Bottiglia". La sua figura era del resto ritenuta secondaria e veniva messa in ombra dal prestigio personale dell'anziano cardinale Stefan Wyszyński, primate di Polonia, ormai vicino agli ottant'anni e dalla salute malferma.
Il cardinale Siri, a conclave terminato, disse che i cardinali che ambivano effettivamente al ministero petrino erano Benelli, Baggio, Antonio Poma (arcivescovo di Bologna), Corrado Ursi (metropolita di Napoli) e Johannes Willebrands (arcivescovo di Utrecht). Uno di loro, a suo dire «uscì distrutto dalla Sistina per non essere stato eletto».

## Ascesa e declino della candidatura di Giuseppe Siri

Il cardinale Giuseppe Siri.

Il 1º ottobre, in un'intervista rilasciata al quotidiano Il Lavoro di Genova, Siri fornì di sé un'immagine rassicurante: «Non sono né conservatore né progressista e ho spesso osservato che queste definizioni sono superficiali. [...] Se dovessi qualificarmi, vorrei essere considerato un indipendente, un uomo che marcia da solo e non fa parte di gruppi. Cerco di osservare, e di fare osservare, la legge di Cristo». Siri, inoltre, aveva abbozzato un breve programma, indicando, come problemi maggiori per il nuovo papa, quelli di «difendere la purezza della dottrina di Cristo, difendere la legge cristiana della vita e la disciplina interna della Chiesa, che è molto mal combinata». Arrivato a Roma, Siri elogiò papa Luciani, nel novendiale del 5 ottobre, per il suo «richiamo non casuale, ma organico e coerente, alla dottrina di Dio e alla spiritualità».
Secondo il vaticanista Giancarlo Zizola, il 9 ottobre si sarebbe raggiunto un compromesso fra diversi cardinali della curia romana, cardinali italiani e cardinali europei per eleggere Siri. In suo favore si sarebbe schierato anche l'autorevole gruppo dei porporati tedeschi, uno dei più influenti sui cardinali provenienti dal resto del mondo. Sempre secondo Zizola, in base a questo accordo, l'arcivescovo di Genova sarebbe entrato in conclave con una base di circa 50 voti già sicuri.
L'Osservatore Romano, uscito il 13 ottobre, prese posizione a favore di un papa che si impegnasse a sviluppare la collegialità episcopale nel governo della Chiesa, la partecipazione dei laici e l'ecumenismo. Siri, seguendo l'appello alla discrezione che il camerlengo Jean Villot aveva raccomandato ai cardinali, nei giorni precedenti l'inizio del conclave evitò i giornalisti e non rilasciò interviste.
Nel pomeriggio del 13 ottobre, tuttavia, l'arcivescovo di Genova incontrò casualmente un giornalista della Gazzetta del Popolo, Gianni Licheri, che da oltre una settimana chiedeva insistentemente di essere ricevuto. Nonostante il diniego di Siri, Licheri riuscì ugualmente a strappargli alcune dichiarazioni informali. L'arcivescovo di Genova, tuttavia, ordinò a Licheri che un eventuale articolo con le sue parole avrebbe dovuto essere pubblicato solo dopo l'inizio del conclave, tenendo così fede all'appello di Villot. L'intervista, però, venne pubblicata già la mattina del giorno dopo, a poche ore dall'inizio del conclave.
Nel presentare l'articolo, Gianni Licheri qualificò l'arcivescovo di Genova come «punto di riferimento di tutta quella corrente della Chiesa che, prendendo a spunto una certa esigenza di "rimettere ordine", tenta con questo conclave di tornare alla Chiesa preconciliare». Nella trascrizione di Licheri, l'arcivescovo di Genova appariva molto lontano dal ritratto del futuro papa tratteggiato il giorno prima da L'Osservatore Romano, mostrandosi apertamente discorde alle riforme scaturite dal Concilio e affermando: «Non so neppure cosa voglia dire lo sviluppo della collegialità episcopale». Nella stessa intervista, l'arcivescovo di Genova aggiunse: «Il Sinodo non potrà mai diventare istituto deliberativo nella Chiesa perché non è contemplato nella costituzione divina della Chiesa. Potrà al massimo divenire, se il diritto canonico lo ammetterà, un'istituzione ecclesiastica, ma non di diritto divino».
L'arcivescovo di Vienna, Franz König, confermò che l'articolo di Licheri «circolò all'interno del conclave». I contenuti dell'articolo, pubblicato anticipatamente, crearono sconcerto fra i cardinali. Le insistenze dei monsignori Mario Grone, segretario di Siri, e Giacomo Barabino, vescovo ausiliare per la diocesi di Bobbio, fecero in modo che la sala stampa della Santa Sede, verso mezzogiorno del 14 ottobre, diramasse ai giornali una smentita ufficiale: «L'intervista, da non ritenersi tale essendosi trattato di un casuale incontro, non corrisponde a verità. Il mio pensiero, di cui pienamente rispondo, l'ho espresso nell'omelia del 5 ottobre per i novendiali di Papa Giovanni Paolo I, al quale ancora oggi mi sento legato da sincera, grande e devota ammirazione».
La puntualizzazione, tuttavia, non poté essere letta dai cardinali, in quanto le porte della Cappella Sistina si chiusero nel pomeriggio dello stesso giorno. Siri stesso, che successivamente definì l'intervista «estorta, deformata», ricordò: «Vede, sono caduto in un tranello. Stavo uscendo dall'abitazione del giornalista Emilio Rossi, genovese, allora direttore della Rete Uno, convalescente. Era stato ferito alle gambe dalle brigate rosse. L'ascensore era rotto, scesi a piedi e un giornalista mi pregò fino alla supplica di rispondere ad alcune domande. Rifiutai. Lui non si rassegnò: mi promise che l'articolo sarebbe uscito dopo l'entrata in conclave. Non mantenne la promessa».
Alcuni vaticanisti, tuttavia, non credono che Siri possa aver compiuto un'imprudenza del genere, ritenendo più verosimile che l'arcivescovo di Genova avesse rilasciato quell'intervista per rimarcare le sue tesi critiche, in quanto già consapevole che, in ogni caso, non avrebbe avuto la maggioranza necessaria per ottenere l'elezione. Altri, invece, avanzano anche l'ipotesi che Siri, con quelle affermazioni, avesse voluto in qualche modo autoescludersi dai papabili.

## Le votazioni

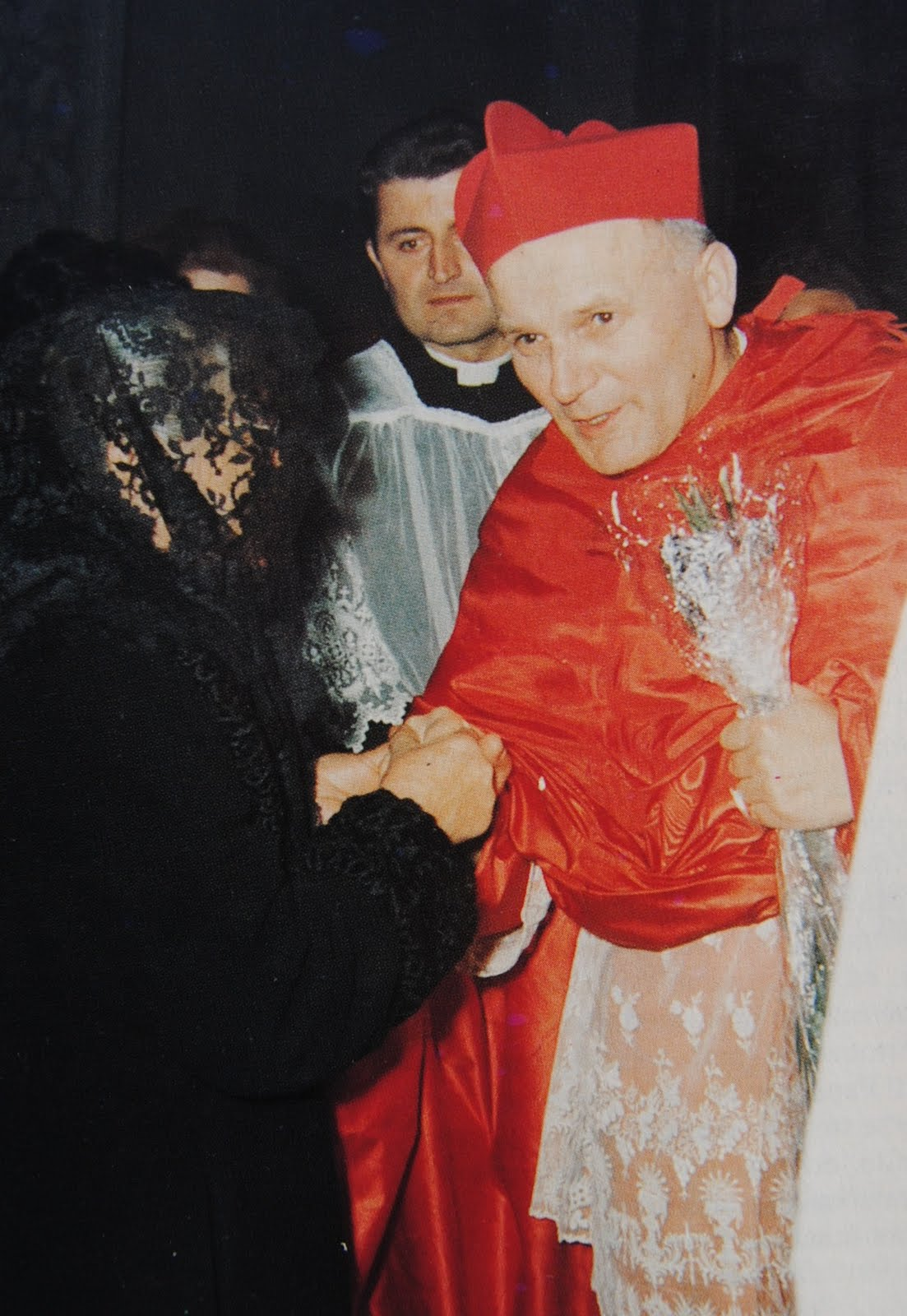
Il cardinale Karol Wojtyła.

Le procedure di scrutinio iniziarono la mattina di domenica 15 ottobre con le uniche due candidature organizzate in grado di raccogliere i consensi più numerosi, quella dell'arcivescovo di Genova Giuseppe Siri e quella dell'arcivescovo di Firenze Giovanni Benelli. Secondo il vaticanista Benny Lai, infatti, il cardinale più votato al primo scrutinio sarebbe stato Siri, immediatamente seguito da Benelli, poi da Pericle Felici e da alcuni italiani e stranieri. Il vaticanista Giancarlo Zizola, prendendo come fonte Le Point del 23 ottobre, L'Express del 28 ottobre, Newsweek e Time del 30 ottobre, conferma la presenza di due grandi blocchi contrapposti, con timide esplorazioni di altre candidature, riportando anch'egli 30 voti guadagnati da Siri e circa altrettanti da Benelli. Nel secondo scrutinio le preferenze dei dispersi iniziarono a coagularsi sugli arcivescovi di Genova e di Firenze, seguiti a distanza da Giovanni Colombo, Sergio Pignedoli, Sebastiano Baggio e Corrado Ursi. Alla terza votazione, dopo pranzo, secondo Benny Lai il cardinale Siri avrebbe ricevuto 59 voti, mentre Benelli poco più di 40.
Giancarlo Zizola sostiene che, nonostante le dichiarazioni che precedettero il conclave, al quarto scrutinio si sarebbe verificata una notevole convergenza di voti sul cardinale Siri, al quale sarebbero mancate pochissime preferenze - non più di quattro o cinque - per essere eletto papa. Anche padre Damaso Testa, per anni confessore del cardinale Siri, il 16 febbraio 1981 confermò a Benny Lai che, nell'ultimo scrutinio del 15 ottobre, all'arcivescovo di Genova mancarono solo quattro o cinque voti per raggiungere il quorum di 75 preferenze, necessario a ottenere il papato. Sempre secondo Lai, Siri avrebbe potuto essere eletto se avesse lasciato trasparire la possibilità di nominare Benelli segretario di Stato. Dopo il termine del quarto scrutinio, la sera del 15 ottobre, apparve chiaro che i voti per Siri e per Benelli avevano raggiunto, ciascuno, il massimo delle proprie possibilità, e che dovevano quindi essere cercate soluzioni alternative.
Secondo Zizola sarebbero allora emersi i nomi del vicario per la diocesi di Roma, Ugo Poletti, e dell'arcivescovo di Utrecht, Johannes Willebrands, facendo esprimere al vaticanista la convinzione dell'esistenza di una contrapposizione fra schieramenti (quello conservatore e quello progressista) piuttosto che un'antitesi fra Siri e Benelli. Nella stessa serata, sempre secondo Zizola, si sarebbe registrato il rifiuto a essere candidati da parte di Colombo, di Willebrands e dell'arcivescovo di Vienna Franz König. Il cardinale François Marty, arcivescovo di Parigi, ricordò che «Si è perduta una giornata per sapere se ci dirigevamo in Italia oppure no», alludendo all'elezione di un cardinale italiano.
Fu König, principalmente, a prendere in considerazione la candidatura dell'arcivescovo di Cracovia, Karol Wojtyła, proponendola prima al primate di Polonia Stefan Wyszyński, e poi ai cardinali tedeschi, francesi e spagnoli. A proporla ai sudamericani provvide il cardinale brasiliano Lorscheider. Secondo König, la candidatura di un porporato straniero venne proposta per uscire dalla situazione di stallo che si era creata fra i due blocchi italiani: «Nei nostri paesi, di questa parte del mondo, ciò che si usa chiamare civiltà è ormai al tramonto. Stiamo andando giù e il futuro non è più da questa parte. Sono convinto che il rinnovamento dei valori, e la stessa religione cristiana, verrà dall'Europa, dalla stessa Russia, da quella parte del mondo attualmente a regime socialista, e nella quale l'ateismo di Stato non è riuscito a far breccia e i giovani si risvegliano alla trascendenza».
Nella tarda serata di domenica 15 e nella prima mattinata di lunedì 16 ottobre il gruppo di cardinali che intendeva sostenere la candidatura di Wojtyła fece alcuni sondaggi allo scopo di accertarne le concrete possibilità. Giulio Andreotti, infatti, anni dopo ricordò una lettera che, a conclave terminato, gli aveva scritto un cardinale francese: «[...] fino a lunedì mattina abbiamo dato i suffragi a nostri confratelli italiani, specialmente a due di loro che raccoglievano cospicui consensi. La verificata impossibilità di unificazione dei consensi portò, nell'intervallo, alla convinzione che fosse maturo il momento per una scelta diversa».
L'ipotesi che lunedì 16 ottobre fosse stato raggiunto un accordo è desumibile anche da alcune dichiarazioni rilasciate, a conclave terminato, dal cardinale Paul Joseph Marie Gouyon, arcivescovo di Rennes: «Andando lunedì al conclave, sapevo che alla sera avremmo avuto il papa». La mattina del 16, al quinto scrutinio, l'arcivescovo di Cracovia ottenne 11 voti. Al sesto scrutinio la candidatura del cardinale polacco doveva già essere ben sostenuta se Wyszyński, che fino ad allora aveva votato per Siri, disse a Wojtyła: «Se ti eleggono, ti prego, non rifiutare». Le ultime resistenze vennero vinte nel tardo pomeriggio del 16 ottobre, quando i sostenitori di Benelli riversarono i propri voti sull'arcivescovo di Cracovia, che venne eletto papa all'ottavo scrutinio con 99 voti su 111.
Karol Wojtyła accettò la sua elezione con le parole: «Obbedendo nella fede a Cristo mio Signore, abbandonandomi alla dolcissima Madre di Cristo e della Chiesa, consapevole delle grandi difficoltà, accetto». Al momento di scegliere il nome, Wojtyła avrebbe espresso la volontà di chiamarsi Stanislao I in onore del santo patrono della Polonia. Tuttavia, dopo che i cardinali gli fecero notare che era un nome del tutto estraneo alla tradizione romana, scelse il nome di Giovanni Paolo II in memoria del suo predecessore. È stato il primo papa non italiano dai tempi dell'olandese Adriano VI, che regnò dal 1522 al 1523, nonché il primo polacco.

## L'annuncio

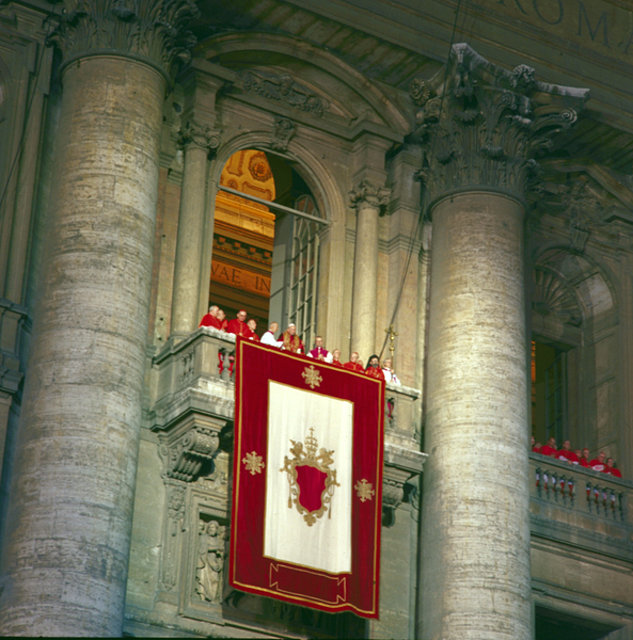
La prima apparizione del neoeletto Giovanni Paolo II.

Alle 18:18 del 16 ottobre, dal comignolo della Cappella Sistina, si levò la fumata bianca. Poco meno di mezz'ora dopo, alle 18:45, il cardinale protodiacono Pericle Felici, con la tradizionale locuzione latina Habemus Papam, annunciò l'elezione di Karol Wojtyła. Quando egli pronunciò il nome Carolum, alcuni tra la folla pensarono che fosse stato eletto l'anziano cardinale Carlo Confalonieri, che non aveva partecipato al conclave a causa del raggiunto limite di età. Quando venne detto il cognome Wojtyła, invece, qualcuno pensò a un papa africano.
Il cardinale Felici, nel comunicare il nome pontificale scelto da Wojtyła, disse solo "Ioannis Pauli" senza pronunciare l'ordinale (in questo caso, "secundi") a differenza di quanto aveva fatto due mesi prima con papa Luciani.
Giovanni Paolo II apparve al balcone alle 19:15 e, rompendo la tradizione secondo la quale il papa in tale circostanza dovesse unicamente amministrare la benedizione Urbi et Orbi, fece un breve discorso alla folla:

### Elenco degli elettori
| Nome                                   | Paese           | Titolo                                                                                        | Ruolo | Nascita    | Concistoro |
| -------------------------------------- | --------------- | --------------------------------------------------------------------------------------------- | --- | ---------- | ---------- |
| Jean-Marie Villot                      | Francia         | Cardinale vescovo di Frascati, primo cardinale elettore                                       | Segretario di Stato, camerlengo di Santa Romana Chiesa | 11/10/1905 | 22/02/1965 |
| Corrado Bafile                         | Italia          | Cardinale diacono e presbitero di Santa Maria in Portico                                      | Prefetto della Congregazione per le cause dei santi | 04/07/1903 | 24/05/1976 |
| Sebastiano Baggio                      | Italia          | Cardinale vescovo di Velletri                                                                 | Prefetto della Congregazione per i vescovi | 16/05/1913 | 28/04/1969 |
| Paolo Bertoli                          | Italia          | Cardinale presbitero di San Girolamo dei Croati                                               | Prefetto emerito della Congregazione per le cause dei santi | 01/02/1908 | 28/04/1969 |
| Mario Luigi Ciappi                     | Italia          | Cardinale presbitero di Nostra Signora del Sacro Cuore                                        | Pro-teologo della Casa Pontificia | 06/10/1909 | 27/06/1977 |
| Francesco Carpino                      | Italia          | Cardinale vescovo di Albano                                                                   | Arcivescovo emerito di Palermo | 18/05/1905 | 26/06/1967 |
| Pericle Felici                         | Italia          | Cardinale diacono e presbitero di Sant'Apollinare alle Terme Neroniane-Alessandrine           | Prefetto del Supremo Tribunale della Segnatura Apostolica, Cardinale protodiacono | 01/08/1911 | 26/06/1967 |
| Bernardin Gantin                       | Benin           | Cardinale diacono e presbitero del Sacro Cuore di Cristo Re                                   | Presidente del Pontificio consiglio "Cor Unum" | 08/05/1922 | 27/06/1977 |
| Gabriel-Marie Garrone                  | Francia         | Cardinale presbitero di Santa Sabina                                                          | Prefetto della Congregazione per l'educazione cattolica | 12/10/1901 | 26/06/1967 |
| Sergio Guerri                          | Italia          | Cardinale diacono e presbitero del Santissimo Nome di Maria al Foro Traiano                   | Pro-presidente della Pontificia Commissione per lo Stato della Città del Vaticano | 25/12/1905 | 28/04/1969 |
| James Robert Knox                      | Australia       | Cardinale presbitero di Santa Maria in Vallicella                                             | Prefetto della Congregazione per il culto divino e la disciplina dei sacramenti | 02/03/1914 | 05/03/1977 |
| Mario Nasalli Rocca di Corneliano      | Italia          | Cardinale diacono e presbitero di San Giovanni Battista Decollato                             | Prefetto emerito della Casa Pontificia | 12/08/1903 | 28/04/1969 |
| Giuseppe Paupini                       | Italia          | Cardinale diacono e presbitero di Ognissanti in Via Appia Nuova                               | Penitenziere Maggiore | 25/02/1907 | 28/04/1969 |
| Paul-Pierre Philippe                   | Francia         | Cardinale diacono e presbitero di San Pio V a Villa Carpegna                                  | Prefetto della congregazione per le Chiese Orientali | 16/04/1905 | 05/03/1977 |
| Sergio Pignedoli                       | Italia          | Cardinale presbitero di San Giorgio in Velabro                                                | Prefetto dell'Almo Collegio Capranica | 04/06/1910 | 05/03/1973 |
| Eduardo Francisco Pironio              | Argentina       | Cardinale diacono e presbitero dei Santi Cosma e Damiano                                      | Prefetto della congregazione per i Religiosi e gli Istituti Secolari | 03/12/1920 | 24/05/1976 |
| Agnelo Rossi                           | Brasile         | Cardinale presbitero della Gran Madre di Dio                                                  | Prefetto della congregazione per l'Evangelizzazione dei Popoli | 04/05/1913 | 22/02/1965 |
| Opilio Rossi                           | Italia          | Cardinale diacono di Santa Maria Liberatrice a Monte Testaccio                                | Presidente del pontificio consiglio per i laici | 14/05/1910 | 24/05/1976 |
| Antonio Samorè                         | Italia          | Cardinale vescovo di Sabina e Poggio Mirteto                                                  | Bibliotecario e Archivista di Santa Romana Chiesa | 04/12/1905 | 26/06/1967 |
| Joseph Schröffer                       | Germania        | Cardinale diacono di San Saba                                                                 | Segretario emerito della Congregazione per l'Istruzione cattolica | 20/02/1903 | 24/05/1976 |
| Franjo Šeper                           | Croazia         | Cardinale presbitero dei Santi Pietro e Paolo a Via Ostiense                                  | Prefetto della congregazione per la Dottrina della Fede | 02/10/1905 | 22/02/1965 |
| Egidio Vagnozzi                        | Italia          | Cardinale diacono di San Giuseppe in Via Trionfale                                            | Presidente della Prefettura degli Affari Economici della Santa Sede | 26/02/1906 | 26/06/1967 |
| Giovanni Benelli                       | Italia          | Cardinale presbitero di Santa Prisca                                                          | Arcivescovo di Firenze | 12/05/1921 | 27/06/1977 |
| Giovanni Colombo                       | Italia          | Cardinale presbitero dei Santi Silvestro e Martino ai Monti                                   | Arcivescovo di Milano | 06/12/1902 | 22/02/1965 |
| Ermenegildo Florit                     | Italia          | Cardinale presbitero di Regina Apostolorum                                                    | Arcivescovo emerito di Firenze | 05/07/1901 | 22/02/1965 |
| John Joseph Wright                     | Stati Uniti     | Cardinale presbitero di Gesù Divin Maestro alla Pineta Sacchetti                              | Prefetto della Congregazione per il Clero | 18/07/1909 | 28/04/1969 |
| Umberto Mozzoni                        | Italia          | Cardinale diacono e presbitero di Sant'Eugenio                                                | Presidente della Commissione Cardinalizia per i Pontifici Santuari di Pompei e di Loreto | 29/06/1904 | 05/03/1973 |
| Silvio Oddi                            | Italia          | Cardinale diacono e presbitero di Sant'Agata dei Goti                                         | Legato pontificio per la Basilica di San Francesco in Assisi | 14/11/1910 | 28/04/1969 |
| Pietro Palazzini                       | Italia          | Cardinale diacono e presbitero di San Girolamo della Carità                                   | Segretario emerito della Commissione Cardinalizia per i Pontifici Santuari di Pompei e Loreto | 19/05/1912 | 05/03/1973 |
| Salvatore Pappalardo                   | Italia          | Cardinale presbitero di Santa Maria Odigitria dei Siciliani                                   | Arcivescovo di Palermo | 23/09/1918 | 05/03/1973 |
| Michele Pellegrino                     | Italia          | Cardinale presbitero del Santissimo Nome di Gesù                                              | Arcivescovo emerito di Torino | 25/04/1903 | 26/06/1967 |
| Ugo Poletti                            | Italia          | Cardinale presbitero dei Santi Ambrogio e Carlo                                               | Cardinale vicario per la Diocesi di Roma | 19/04/1914 | 05/03/1973 |
| Antonio Poma                           | Italia          | Cardinale presbitero di San Luca a Via Prenestina                                             | Arcivescovo di Bologna | 12/06/1910 | 28/04/1969 |
| Giuseppe Maria Sensi                   | Italia          | Cardinale diacono dei Santi Biagio e Carlo ai Catinari                                        | Nunzio apostolico emerito in Portogallo | 27/05/1907 | 24/05/1976 |
| Giuseppe Siri                          | Italia          | Cardinale presbitero di Santa Maria della Vittoria                                            | Arcivescovo di Genova | 20/05/1906 | 12/01/1953 |
| Corrado Ursi                           | Italia          | Cardinale presbitero di San Callisto                                                          | Arcivescovo di Napoli | 26/07/1908 | 26/06/1967 |
| Paul Joseph Marie Gouyon               | Francia         | Cardinale presbitero della Natività di Nostro Signore Gesù Cristo a Via Gallia                | Arcivescovo di Rennes | 24/10/1910 | 28/04/1969 |
| Louis-Jean-Frédéric Guyot              | Francia         | Cardinale diacono di Sant'Agnese fuori le mura                                                | Arcivescovo di Tolosa | 07/07/1905 | 05/03/1973 |
| Gabriel Auguste François Marty         | Francia         | Cardinale presbitero di San Luigi dei Francesi                                                | Arcivescovo di Parigi | 18/05/1904 | 28/04/1969 |
| Alexandre-Charles-Albert-Joseph Renard | Francia         | Cardinale presbitero della Santissima Trinità al Monte Pincio                                 | Arcivescovo di Lione | 07/06/1906 | 26/06/1967 |
| Alfred Bengsch                         | Germania        | Cardinale presbitero pro illa vice di San Filippo Neri in Eurosia                             | Vescovo di Berlino | 10/09/1921 | 26/06/1967 |
| Joseph Höffner                         | Germania        | Cardinale presbitero di Sant'Andrea della Valle                                               | Arcivescovo di Colonia, Presidente della Conferenza Episcopale della Germania | 24/12/1906 | 28/04/1969 |
| Joseph Ratzinger                       | Germania        | Cardinale presbitero di Santa Maria Consolatrice al Tiburtino                                 | Arcivescovo di Monaco e Frisinga, Gran Piore dell'Ordine Equestre del Santo Sepolcro di Gerusalemme, eletto papa con il nome di Benedetto XVI nel conclave del 2005                                                 | 16/04/1927 | 27/06/1977 |
| Hermann Volk                           | Germania        | Cardinale presbitero dei Santi Fabiano e Venanzio a Villa Fiorelli                            | Vescovo di Magonza | 27/12/1903 | 05/03/1973 |
| José María Bueno y Monreal             | Spagna          | Cardinale presbitero pro illa vice dei Santi Vito, Modesto e Crescenzia                       | Arcivescovo di Siviglia | 11/09/1904 | 15/12/1958 |
| Vicente Enrique y Tarancón             | Spagna          | Cardinale presbitero di San Giovanni Crisostomo a Monte Sacro Alto                            | Arcivescovo di Madrid | 14/05/1907 | 28/04/1969 |
| Marcelo González Martín                | Spagna          | Cardinale presbitero di Sant'Agostino                                                         | Arcivescovo di Toledo | 16/01/1918 | 05/03/1973 |
| Narciso Jubany Arnau                   | Spagna          | Cardinale presbitero di San Lorenzo in Damaso                                                 | Arcivescovo di Barcellona | 12/08/1913 | 05/03/1973 |
| Léon-Joseph Suenens                    | Belgio          | Cardinale presbitero di San Pietro in Vincoli                                                 | Arcivescovo di Malines-Bruxelles | 16/07/1904 | 19/03/1962 |
| Bernard Jan Alfrink                    | Paesi Bassi     | Cardinale presbitero di San Gioacchino ai Prati di Castello                                   | Arcivescovo emerito di Utrecht | 05/07/1900 | 28/03/1960 |
| Maximilien de Fürstenberg              | Belgio          | Cardinale presbitero pro illa vice del Sacro Cuore di Gesù a Castro Pretorio                  | Gran Maestro dell'Ordine Equestre del Santo Sepolcro di Gerusalemme | 23/10/1904 | 26/06/1967 |
| Johannes Willebrands                   | Paesi Bassi     | Cardinale presbitero di San Sebastiano alle Catacombe                                         | Arcivescovo di Utrecht | 04/09/1909 | 28/04/1969 |
| Stefan Wyszyński                       | Polonia         | Cardinale presbitero di Santa Maria in Trastevere                                             | Arcivescovo di Varsavia e di Gniezno | 03/08/1901 | 12/01/1953 |
| Karol Wojtyła                          | Polonia         | Cardinale presbitero pro illa vice di San Cesareo in Palatio                                  | Arcivescovo di Cracovia, eletto papa | 18/05/1920 | 26/06/1967 |
| Franz König                            | Austria         | Cardinale presbitero di Sant'Eusebio                                                          | Arcivescovo di Vienna, Ordinario per i fedeli di rito orientale in Austria, Presidente del Segretariato per i Non Credenti                                                                                          | 03/08/1905 | 15/12/1958 |
| František Tomášek                      | Rep. Ceca       | Cardinale presbitero dei Santi Vitale, Valeria, Gervasio e Protasio                           | Arcivescovo di Praga | 30/06/1899 | 24/05/1976 |
| Basil Hume                             | Regno Unito     | Cardinale presbitero di San Silvestro in Capite                                               | Arcivescovo di Westminster, Primate d'Inghilterra e Galles | 02/03/1923 | 24/05/1976 |
| László Lékai                           | Ungheria        | Cardinale presbitero di Santa Teresa al Corso d'Italia                                        | Arcivescovo di Strigonio, Primate d'Ungheria, Presidente della Conferenza dei Vescovi Cattolici dell'Ungheria, Gran priore per l'Ungheria dell'Ordine Equestre del Santo Sepolcro di Gerusalemme                    | 12/03/1910 | 24/05/1976 |
| Gordon Joseph Gray                     | Regno Unito     | Cardinale presbitero di Santa Chiara a Vigna Clara                                            | Arcivescovo di Saint Andrews ed Edimburgo, Presidente della Conferenza dei Vescovi di Scozia | 10/08/1910 | 28/04/1969 |
| António Ribeiro                        | Portogallo      | Cardinale presbitero di Sant'Antonio da Padova in Via Merulana                                | Patriarca di Lisbona, Vicario castrense per il Portogallo, Presidente della Conferenza Episcopale del Portogallo | 21/05/1928 | 05/03/1973 |
| William Wakefield Baum                 | Stati Uniti     | Cardinale presbitero di Santa Croce in Via Flaminia                                           | Arcivescovo di Washington | 21/11/1926 | 24/05/1976 |
| John Joseph Carberry                   | Stati Uniti     | Cardinale presbitero di San Giovanni Battista de' Rossi                                       | Arcivescovo di Saint Louis | 31/07/1904 | 28/04/1969 |
| John Patrick Cody                      | Stati Uniti     | Cardinale presbitero di Santa Cecilia                                                         | Arcivescovo di Chicago, Gran priore per gli Stati Uniti d'America Centrali dell'Ordine Equestre del Santo Sepolcro di Gerusalemme                                                                                   | 24/12/1907 | 26/06/1967 |
| Terence James Cooke                    | Stati Uniti     | Cardinale presbitero di Santi Giovanni e Paolo                                                | Arcivescovo di New York | 01/03/1921 | 28/04/1969 |
| John Francis Dearden                   | Stati Uniti     | Cardinale presbitero di San Pio X alla Balduina                                               | Arcivescovo di Detroit | 15/10/1907 | 28/04/1969 |
| John Joseph Krol                       | Stati Uniti     | Cardinale presbitero pro illa vice di Santa Maria della Mercede e Sant'Adriano a Villa Albani | Arcivescovo di Filadelfia | 26/10/1910 | 26/06/1967 |
| Timothy Manning                        | Stati Uniti     | Cardinale presbitero di Santa Lucia a Piazza d'Armi                                           | Arcivescovo di Los Angeles, Gran priore per gli Stati Uniti d'America Occidentali dell'Ordine Equestre del Santo Sepolcro di Gerusalemme                                                                            | 15/11/1909 | 05/03/1973 |
| Humberto Sousa Medeiros                | Portogallo      | Cardinale presbitero di Santa Susanna                                                         | Arcivescovo di Boston | 06/10/1915 | 05/03/1973 |
| George Bernard Flahiff                 | Canada          | Cardinale presbitero di Santa Maria della Salute a Primavalle                                 | Arcivescovo di Winnipeg | 26/10/1905 | 28/04/1969 |
| Paul-Émile Léger                       | Canada          | Cardinale presbitero di Santa Maria degli Angeli                                              | Arcivescovo emerito di Montréal | 26/04/1904 | 12/01/1953 |
| Maurice Roy                            | Canada          | Cardinale presbitero di Nostra Signora del Santissimo Sacramento e Santi Martiri Canadesi     | Arcivescovo di Québec | 25/01/1905 | 22/02/1965 |
| José Salazar López                     | Messico         | Cardinale presbitero di Santa Emerenziana a Tor Fiorenza                                      | Arcivescovo di Guadalajara | 12/01/1910 | 05/03/1973 |
| José Clemente Maurer                   | Germania        | Cardinale presbitero del Santissimo Redentore e Sant'Alfonso in via Merulana                  | Arcivescovo di Sucre | 13/03/1900 | 26/06/1967 |
| Eugênio de Araújo Sales                | Brasile         | Cardinale presbitero di San Gregorio VII                                                      | Arcivescovo di São Sebastião do Rio de Janeiro, Ordinario per i fedeli di rito orientale in Brasile | 08/11/1920 | 28/04/1969 |
| Paulo Evaristo Arns                    | Brasile         | Cardinale presbitero di Sant'Antonio da Padova in via Tuscolana                               | Arcivescovo di São Paulo | 14/09/1921 | 05/03/1973 |
| Avelar Brandão Vilela                  | Brasile         | Cardinale presbitero dei Santi Bonifacio e Alessio                                            | Arcivescovo di São Salvador da Bahia | 13/06/1912 | 05/03/1973 |
| Aloísio Lorscheider                    | Brasile         | Cardinale presbitero di San Pietro in Montorio                                                | Arcivescovo di Fortaleza | 08/10/1924 | 24/05/1976 |
| Alfredo Vicente Scherer                | Brasile         | Cardinale presbitero di Nostra Signora de La Salette                                          | Arcivescovo di Porto Alegre | 05/02/1903 | 28/04/1969 |
| Juan Carlos Aramburu                   | Argentina       | Cardinale presbitero di San Giovanni Battista dei Fiorentini                                  | Arcivescovo di Buenos Aires, Primate di Argentina | 11/02/1912 | 24/05/1976 |
| Raúl Francisco Primatesta              | Argentina       | Cardinale presbitero della Beata Vergine Maria Addolorata a Piazza Buenos Aires               | Arcivescovo di Còrdoba | 14/04/1919 | 05/03/1973 |
| Raúl Silva Henríquez                   | Cile            | Cardinale presbitero di San Bernardo alle Terme Diocleziane                                   | Arcivescovo di Santiago del Cile | 27/09/1907 | 19/03/1962 |
| Aníbal Muñoz Duque                     | Colombia        | Cardinale presbitero di San Bartolomeo all'Isola                                              | Arcivescovo di Bogotá | 03/10/1908 | 05/03/1973 |
| Pablo Muñoz Vega                       | Ecuador         | Cardinale presbitero di San Roberto Bellarmino                                                | Arcivescovo di Quito | 23/05/1903 | 28/04/1969 |
| Juan Landázuri Ricketts                | Perù            | Cardinale presbitero di Santa Maria in Ara Coeli                                              | Arcivescovo di Lima | 19/12/1913 | 19/03/1962 |
| José Humberto Quintero Parra           | Venezuela       | Cardinale presbitero dei Santi Andrea e Gregorio al Monte Celio                               | Arcivescovo di Caracas | 22/09/1902 | 16/01/1961 |
| Octavio Antonio Beras Rojas            | Rep. Dominicana | Cardinale presbitero di San Sisto                                                             | Arcivescovo di Santo Domingo | 16/11/1906 | 24/05/1976 |
| Mario Casariego y Acevedo              | Spagna          | Cardinale presbitero pro illa vice di Santa Maria in Aquiro                                   | Arcivescovo di Santiago di Guatemala | 13/02/1909 | 28/04/1969 |
| Luis Aponte Martínez                   | Porto Rico      | Cardinale presbitero di Santa Maria Madre della Provvidenza a Monte Verde                     | Arcivescovo di San Juan de Puerto Rico, | 04/08/1922 | 05/03/1973 |
| Joseph Parecattil                      | India           | Cardinale presbitero di Santa Maria "Regina Pacis" a Monte Verde                              | Arcieparca di Ernakulam-Angamaly dei Siro-Malabaresi, Presidente del Sinodo della Chiesa Siro-Malabarese Presidente della Pontificia Commissione per la Revisione del Codice di Diritto Canonico Orientale          | 01/04/1912 | 28/04/1969 |
| Lawrence Trevor Picachy                | India           | Cardinale presbitero del Sacro Cuore di Maria                                                 | Arcivescovo di Calcutta, Presidente della Conferenza dei Vescovi Cattolici dell'India | 07/08/1916 | 24/05/1976 |
| Julio Rosales y Ras                    | Filippine       | Cardinale presbitero del Sacro Cuore di Gesù agonizzante a Vitinia                            | Arcivescovo di Cebu | 18/09/1906 | 28/04/1969 |
| Jaime Lachica Sin                      | Filippine       | Cardinale presbitero di Santa Maria ai Monti                                                  | Arcivescovo di Manila, Presidente della Conferenza dei Vescovi Cattolici delle Filippine | 31/08/1928 | 24/05/1976 |
| Justinus Darmojuwono                   | Indonesia       | Cardinale presbitero pro illa vice dei Santissimi Nomi di Gesù e Maria in via Lata            | Arcivescovo di Semarang | 02/11/1914 | 26/06/1967 |
| Joseph Marie Anthony Cordeiro          | Pakistan        | Cardinale presbitero di Santa Maria "Regina Pacis" in Ostia mare                              | Arcivescovo di Karachi | 19/01/1918 | 05/03/1973 |
| Stephen Kim Sou-hwan                   | Corea del Sud   | Cardinale presbitero di San Felice da Cantalice a Centocelle                                  | Arcivescovo di Seul, Amministratore apostolico sede plena di Pyongyang | 08/05/1922 | 28/04/1969 |
| Thomas Benjamin Cooray                 | Sri Lanka       | Cardinale presbitero dei Santi Nereo e Achilleo                                               | Arcivescovo di Colombo, Presidente della Conferenza dei Vescovi Cattolici dello Sri Lanka | 28/12/1901 | 22/02/1965 |
| Joseph Marie Trinh-nhu-Khuê            | Vietnam         | Cardinale presbitero pro illa vice di San Francesco di Paola ai Monti                         | Arcivescovo di Hà Nôi | 11/12/1898 | 24/05/1976 |
| Léon-Etienne Duval                     | Francia         | Cardinale presbitero di Santa Balbina                                                         | Arcivescovo di Algeri, Presidente della Conferenza Episcopale Regionale del Nordafrica | 09/11/1903 | 22/02/1965 |
| Stefano I Sidarouss                    | Egitto          | Cardinale vescovo                                                                             | Patriarca di Alessandria dei Copti, Presidente del Sinodo della Chiesa cattolica copta | 22/02/1904 | 22/02/1965 |
| Maurice Michael Otunga                 | Kenya           | Cardinale presbitero di San Gregorio Barbarigo alle Tre Fontane                               | Arcivescovo di Nairobi, Presidente della Conferenza Episcopale del Kenya, Vicario castrense per il Kenya | 31/01/1923 | 05/03/1973 |
| Victor Razafimahatratra                | Madagascar      | Cardinale presbitero di Santa Croce in Gerusalemme                                            | Arcidiocesi di Antananarivo, Presidente della Conferenza Episcopale del Madagascar | 08/09/1921 | 24/05/1976 |
| Dominic Ekandem                        | Nigeria         | Cardinale presbitero di San Marcello                                                          | vescovo di Ikot Ekpene, Presidente della Conferenza dei Vescovi Cattolici della Nigeria | 23/06/1917 | 24/05/1976 |
| Hyacinthe Thiandoum                    | Senegal         | Cardinale presbitero di Santa Maria del Popolo                                                | Arcivescovo di Dakar, Presidente della Conferenza dei Vescovi del Senegal, della Mauritania, di Capo Verde e della Guinea Bissau                                                                                    | 02/02/1921 | 24/05/1976 |
| Owen McCann                            | Sudafrica       | Cardinale presbitero di Santa Prassede                                                        | Arcivescovo di Città del Capo | 29/06/1907 | 22/02/1965 |
| Laurean Rugambwa                       | Tanzania        | Cardinale presbitero di San Francesco d'Assisi a Ripa Grande                                  | Arcivescovo di Dar-es-Salaam | 12/05/1912 | 28/03/1960 |
| Emmanuel Kiwanuka Nsubuga              | Uganda          | Cardinale presbitero di Santa Maria Nuova                                                     | Arcivescovo di Kampala | 05/11/1914 | 24/05/1976 |
| Paul Zoungrana                         | Burkina Faso    | Cardinale presbitero di San Camillo de Lellis agli Orti Sallustiani                           | Arcivescovo di Ouagadougou | 03/09/1917 | 22/02/1965 |
| Joseph-Albert Malula                   | RD del Congo    | Cardinale presbitero dei Santi Protomartiri a Via Aurelia Antica                              | Arcivescovo di Kinshasa | 17/12/1917 | 28/04/1969 |
| James Darcy Freeman                    | Australia       | Cardinale presbitero di Santa Maria "Regina Pacis" in Ostia mare                              | Arcivescovo di Sydney, Primate di Australia, Presidente della Conferenza dei Vescovi Cattolici Australiani, Gran priore per l'Australia-Nuovo Galles del Sud dell'Ordine Equestre del Santo Sepolcro di Gerusalemme | 19/11/1907 | 05/03/1973 |
| Reginald John Delargey                 | Nuova Zelanda   | Cardinale presbitero dell'Immacolata al Tiburtino                                             | Arcivescovo di Wellington, Presidente della Conferenza Episcopale della Nuova Zelanda | 10/12/1914 | 24/05/1976 |
| Pio Taofinu'u                          | Samoa           | Cardinale presbitero di Sant'Onofrio                                                          | vescovo di Samoa e Tokelau | 08/12/1923 | 05/03/1973 |

## Cardinali ultraottantenni
Questa è la lista dei cardinali ultraottantenni alla morte di papa Paolo VI, il 6 agosto 1978. Essi, secondo il motu proprio Ingravescentem aetatem del 21 novembre 1970 e la costituzione apostolica Romano Pontifici Eligendo del 1º ottobre 1975, non hanno potuto partecipare al conclave a causa del raggiunto limite di età.
Poiché Giovanni Paolo I morì dopo soli 33 giorni di pontificato senza aver creato alcun cardinale, e poiché nessuno dei cardinali compì ottant'anni durante il suo pontificato, gli elenchi dei cardinali ultraottantenni per i due conclavi del 1978 sono identici.

### Creati da Pio XII
- 18 febbraio 1946:
  - Carlos Carmelo de Vasconcelos Motta, arcivescovo di Aparecida.
  - Josef Frings, arcivescovo emerito di Colonia.
  - Antonio Caggiano, arcivescovo emerito di Buenos Aires.
- 12 gennaio 1953:
  - James Francis Louis McIntyre, arcivescovo emerito di Los Angeles.
  - Alfredo Ottaviani, prefetto emerito del Sant'Uffizio.

### Creati da Giovanni XXIII
- 15 dicembre 1958:
  - Carlo Confalonieri, vescovo di Ostia e Palestrina, arciprete della basilica liberiana, decano del sacro collegio.
  - Antonio María Barbieri, O.F.M., arcivescovo emerito di Montevideo.
  - Alberto di Jorio, pro-presidente emerito del Governatorato dello Stato della Città del Vaticano.
- 14 dicembre 1959:
  - Paolo Marella, vescovo di Porto e Santa Rufina, arciprete della basilica vaticana, vicedecano del sacro collegio.

### Creati da Paolo VI
- 22 febbraio 1965:
  - Josyp Slipyj, arcieparca di Leopoli degli Ucraini (alcuni storici ritengono che Slipyj fosse stato nominato cardinale in pectore il 28 marzo 1960, ma la sua nomina terminò con la morte di Giovanni XXIII nel 1963).
  - Lawrence Joseph Shehan, arcivescovo emerito di Baltimora.
- 26 giugno 1967:
  - Patrick Aloysius O'Boyle, arcivescovo emerito di Washington.
  - Pietro Parente, segretario emerito della Congregazione per la dottrina della Fede.
- 28 aprile 1969:
  - Miguel Darío Miranda y Gómez, arcivescovo emerito di Città del Messico.
- 5 marzo 1973:
  - Ferdinando Giuseppe Antonelli, segretario emerito della Congregazione per le Cause dei Santi.